# Owen Bates
Owen Bates (* 12. Dezember 2002 in Sidmouth) ist ein englischer Dartspieler.

## Karriere
Owen Bates begann im Alter von 19 Jahren die PDC Development Tour zu spielen. Am 5. Juni 2022 erreichte er erstmals auf dieser ein Finale, wo er Keane Barry mit 3:5 unterlag. Mit zwei weiteren Viertelfinalteilnahmen auf der Development Tour qualifizierte Bates sich für die PDC World Youth Championship 2022, wo er allerdings in der Gruppenphase ausschied. Zudem erreichte er bei der WDF das Viertelfinale der Latvian Open, legte jedoch seinen Fokus auf Turniere bei der PDC. Zu Beginn des Jahres 2023 nahm Bates erstmals an der PDC Qualifying School teil, konnte sich jedoch keine Tour Card sichern und spielte im restlichen Jahr die PDC Challenge Tour. Als Nachrücker nahm er zudem an mehreren Turnieren der Players Championships 2023 teil, wo er zweimal das Achtelfinale erreichte. Auf der Challenge Tour konnte Bates im August 2023 seinen ersten Turniersieg verzeichnen, ehe er kurz darauf bei der PDC World Youth Championship 2023 ins Viertelfinale einzog. Am letzten Turnier auf der Challenge Tour Event erreichte Bates erneut das Finale, wodurch er sich den zweiten Platz in der Challenge Tour Order of Merit sicherte. Damit einher ging der Gewinn einer Tour Card für die zwei Folgejahre sowie eine Teilnahme an der PDC World Darts Championship 2024.

## Kurioses
Im Dezember 2023 verbot die PDC Bates' Spielernamen "The Master", da er mit den Worten "Owen Master Bates" auf die Bühne gerufen wurde und dies dem Satz "Owen masturbates", übersetzt "Owen masturbiert" sehr ähnelt.

## Titel

### PDC
- Secondary Tour Events
  - PDC Challenge Tour
    - PDC Challenge Tour 2023: 19

  - PDC Development Tour
    - PDC Development Tour 2025: 3, 9

## Weltmeisterschaftsresultate

### PDC-Junioren
- 2022: Gruppenphase (4:5-Niederlage gegen  Keelan Kay und 3:5-Niederlage gegen  Nathan Girvan)
- 2023: Viertelfinale (2:6-Niederlage gegen  Wessel Nijman)
- 2024: Gruppenphase (5:3-Sieg über  Jakub Janaszkiewicz, 4:5-Niederlage gegen  Damian Vetjens, 5:3-Sieg über  Mason Taylor)

### PDC
- 2024: 1. Runde (2:3-Niederlage gegen  Steve Lennon)

## Turnierergebnisse
| Turnier              | 2024 | 2025 |
| -------------------- | ---- | ---- |
| PDC-Ranking-Turniere |      |      |
| Weltmeisterschaft    | 1R   | n/q  |
| World Masters        | n/a  | VR   |
| UK Open              | 2R   | 2R   |
| Karrierestatistiken  |      |      |
| Jahresendplatzierung | 118  |      |

| Legende zu den Turnierergebnissen | Legende zu den Turnierergebnissen | Legende zu den Turnierergebnissen | Legende zu den Turnierergebnissen | Legende zu den Turnierergebnissen | Legende zu den Turnierergebnissen | Legende zu den Turnierergebnissen | Legende zu den Turnierergebnissen | Legende zu den Turnierergebnissen | Legende zu den Turnierergebnissen |
| --------------------------------- | --------------------------------- | --------------------------------- | --------------------------------- | --------------------------------- | --------------------------------- | --------------------------------- | --------------------------------- | --------------------------------- | --------------------------------- |
| n/t                               | nicht teilgenommen                | n/q                               | nicht qualifiziert                | n/a                               | nicht ausgetragen                 | #R                                | Aus in jeweiliger Runde           | GP                                | Aus in der Gruppenphase           |
| AF                                | Achtelfinalist                    | VF                                | Viertelfinalist                   | HF                                | Halbfinalist                      | F                                 | Turnierfinalist                   | S                                 | Turniersieger                     |